# 第三方存管
第三方存管即客户证券交易结算资金第三方存管制度，2007年9月在中国全面施行。
依照中华人民共和国《证券法》的规定，为防止证券公司挪用客户交易结算资金，由商业银行作为独立的第三方为客户证券交易结算资金提供存管。第三方存管制度实施后，证券公司将不再接触客户证券交易结算资金，而由存管银行负责投资者的交易清算与资金交收。